# قلعة قرمز
قلعة قرمز هي قلعة تاريخية تعود إلى عصر القاجاريون، وتقع في مقاطعة قم.